# Joseph William Kennedy
Joseph William Kennedy (Nacogdoches, 30 de maio de 1916 — 5 de maio de 1957) foi um químico estadunidense. É creditado como co-descobridor do plutônio, juntamente com Glenn Theodore Seaborg, Edwin Mattison McMillan e Arthur Wahl.

## Vida Precoce e Formação Acadêmica
Joseph William Kennedy nasceu em Nacogdoches (Texas), em 30 de maio de 1916, filho de Joseph e Mattie Kennedy. Ele viveu em Center (Texas) por sete anos antes de entrar na universidade. Ele frequentou o Stephen F. Austin State Teachers College, onde obteve um diploma de Bachelor of Arts (BA), depois a Universidade do Kansas, onde recebeu um Master of Arts (MA). Ele então entrou na Universidade da Califórnia em Berkeley, onde obteve seu doutorado em Filosofia (PhD) com uma tese intitulada "Estudos do isomerismo nuclear no telúrio, elemento 43 e zinco," sob a supervisão de George Ernest Gibson.

## Plutônio
Em fevereiro de 1940, Glenn Seaborg e Edwin McMillan produziram plutônio-239 bombardeando urânio com deutões. Isso produziu neptúnio, o elemento 93, que sofreu uma desintegração beta para formar um novo elemento, plutônio, com 94 prótons. Kennedy construiu uma série de detectores e contadores para verificar a presença de plutônio. Ele usou mica cortada muito fina para produzir uma janela que permitisse contar as emissões de partículas alfa, e uma câmara de ionização com um campo magnético para separar as partículas beta do neptúnio das partículas alfa do plutônio.
Em 28 de março de 1941, Seaborg, o físico Emilio Segrè e Kennedy demonstraram não só a presença de plutônio, mas também que este era físsil, uma distinção importante que foi crucial para as decisões tomadas na direção da pesquisa do Projeto Manhattan. Arthur Wahl então começou a explorar a química do elemento recém-descoberto. Em 1966, a sala 307 de Gilman Hall no campus de Berkeley, onde realizaram este trabalho, foi declarada Monumento Histórico Nacional dos Estados Unidos.

## No Projeto Manhattan
Kennedy foi um dos primeiros recrutas do Laboratório Nacional de Los Alamos do Projeto Manhattan, chegando em março de 1943. Ele se tornou chefe interino da Divisão de Química e Metalurgia (CM). Alguns líderes do projeto tinham dúvidas sobre Kennedy, que tinha apenas 26 anos. Foi então feita uma abordagem a Charles Thomas da Monsanto. Thomas concordou em coordenar os esforços de Química dos diferentes laboratórios do Projeto Manhattan, mas não desejava se mudar para o Novo México. Apesar de sua juventude, Kennedy se tornou oficialmente o líder da Divisão CM em abril de 1944.

## Na cultura popular
No filme de 2023 Oppenheimer, Joseph W. Kennedy é interpretado pelo ator Troy Bronson. Dirigido por Christopher Nolan, o filme destaca a importância do plutônio. Embora o projeto tenha sido um esforço colaborativo com Glenn T. Seaborg, Edwin McMillan, e Arthur Wahl, a interpretação de Nolan homenageia o esforço coletivo e também reconhece Kennedy como o principal descobridor, equilibrando habilmente a dinâmica do trabalho em equipe com a realização individual.
Na vida real, o presidente Harry S. Truman, interpretado por Gary Oldman, concedeu a Kennedy a Medalha do Mérito por suas contribuições. A Medalha do Mérito era a mais alta condecoração civil dos Estados Unidos, com apenas quatro recipientes do Projeto Manhattan em Los Alamos: J. Robert Oppenheimer, John von Neumann, Enrico Fermi, e Kennedy.
O filme Oppenheimer ganhou um total de sete Óscares na cerimônia de 2024, incluindo Melhor Filme. O filme é baseado no livro American Prometheus.

## Pós-guerra
Em 1945, Kennedy foi recrutado como professor na Universidade de Washington em St. Louis, onde foi nomeado presidente do Departamento de Química em 1946, cargo que ocupou até sua morte. Kennedy trouxe consigo Wahl, Lindsay Helmholz, David Lipkin, Herbert Potratz e Samuel Weissman, que fizeram parte do corpo docente da Universidade de Washington. Até aquele momento, a Universidade de Washington se concentrava principalmente no ensino de graduação. Kennedy é creditado por transformar a universidade em uma instituição que também possui programas sólidos de pós-graduação e pesquisa.
Junto com Seaborg, McMillan e Wahl, Kennedy recebeu $400.000 da Comissão de Energia Atômica dos Estados Unidos como compensação por seu trabalho científico. Ele morreu em 5 de maio de 1957, aos 40 anos, após uma batalha contra o câncer de estômago. A série de palestras Kennedy leva seu nome e é realizada todos os anos na Universidade de Washington.